# Трегубов, Николай Петрович
Николай Петрович Трегубов (10 августа 1918, Москва — 10 сентября 1996, Москва) — советский государственный, хозяйственный и политический деятель. Начальник Главного управления торговли Мосгорисполкома (1968—1983).

## Биография
Родился в 1918 году в Москве. Член КПСС.
С 1936 года — на хозяйственной, общественной и политической работе. В 1936—1983 годах — повар, работник общественного питания, участник Великой Отечественной войны, диспетчер 49-го автотранспортного батальона 57-й армии, работник советской торговли и общественного питания в городе Москве, начальник Люблинского районного управления торговли, начальник Главного управления торговли Мосгорисполкома.
Избирался депутатом Верховного Совета РСФСР 9-го и 10-го созывов.
Делегат XXIV, XXV и XXVI съезда КПСС.
Стал одним из ключевых фигурантов «елисеевского дела». Согласно результатам расследования основные суммы взяток проходили через начальника главка торговли Мосгорисполкома Трегубова, который был арестован (Н. П. Трегубов был арестован уже не работая начальником Главторга Мосгорисполкома, за несколько месяцев перед арестом он был переведен на работу в Минторг СССР). Дело полностью расследовалось КГБ без привлечения милиции, быстро разрослось и породило каскад уголовных дел вокруг всей системы московской торговли, в результате было привлечено к уголовной ответственности более 15 тыс. человек. Суд по «елисеевскому делу» состоялся в ноябре 1984 года, и Трегубов был осуждён на 15 лет лишения свободы.
Отбыв в заключении 12 лет, Трегубов был выпущен на свободу летом 1995 года по амнистии для участников Великой Отечественной войны. Скончался 10 сентября 1996 года на 79-м году жизни в Москве.

## Награды
- 2 Ордена Ленина
- Орден Дружбы народов
- Орден Красного Знамени
- Медаль За боевые заслуги[2]